# 瓦爾代湖
瓦爾代湖是俄羅斯的湖泊，位於諾夫哥羅德州瓦爾代高地中部，湖泊面積19.7平方公里，平均深度12米，最大深渡60米。
瓦爾代湖從12月初至5月初結冰，而小鎮瓦爾代在瓦爾代湖湖岸。